# Fortrose
Fortrose (Schots-Gaelisch: A' Chananaich) is een town en voormalige Burgh in de Schotse lieutenancy Ross and Cromarty in het raadsgebied Highland ongeveer 10 kilometer ten oosten van Inverness gelegen aan de Moray Firth op het schiereiland Black Isle.
In Fortrose bevinden zich de restanten van een kathedraal uit de 13de eeuw, die in de 17de eeuw verwoest werd om het bouwmateriaal te kunnen recupereren voor de bouw van een citadel in Inverness.
Aan het strand bij Fortrose zijn vaak dolfijnen (tuimelaars) in het water te zien.

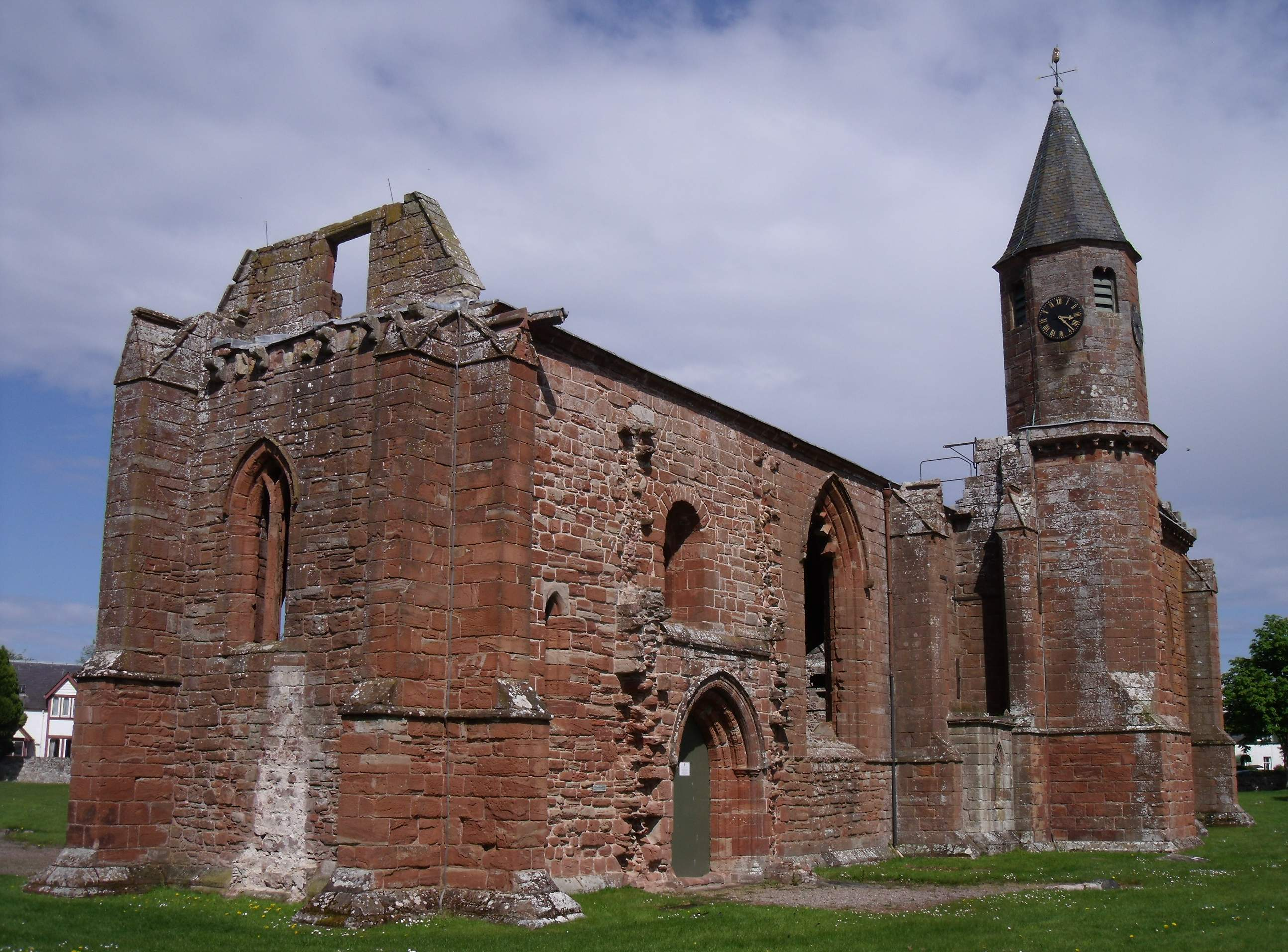
Ruïne van kathedraal